# Горловский государственный педагогический институт иностранных языков
Горловский институт иностранных языков — высшее государственное учебное заведение III-IV уровней аккредитации в городе Бахмут Донецкой области Украины. Часть Донбасского государственного педагогического университета. До 2014 год институт располагался в городе Горловка.

## История

### Основание института
Осенью 1949 года на базе Белоцерковского педагогического училища был создан учительский институт иностранных языков. Задачей нового учебного заведения была подготовка учителей английского и французского языков для 5-7 классов общеобразовательной школы. А уже в 1953-1954 учебном году на базе учительского института был организован Белоцерковский педагогический институт иностранных языков, в котором работали 39 преподавателей. Директором института был назначен Карп Кириллович Швачка – кандидат филологических наук, специалист по украинскому языку.
9 сентября 1954 Белоцерковский педагогический институт иностранных языков был переведен из города Белая Церковь Киевской области в город Горловка Сталинской (ныне Донецкой) области и назван: Горловский педагогический институт иностранных языков, который стал первым высшим учебным заведением в городе Горловка.

### Развитие института в городе Горловка
Для быстрого и продуктивного усвоения иностранного языка, кроме практики языка и изучения различных теоретических особенностей ее применения студенты изучали историю, быт, обычаи народа - ее носителя в пределах страноведения и истории языка.
Создание в Горловке высшего учебного заведения повлияло на общественную и культурно-спортивную жизнь города. Так, была начата традиция проведения регулярных методических семинаров по английскому и французскому языкам, которые обеспечивали квалифицированную помощь местным учителям.
В 1962-1963 учебном году в институте начали работать кружки художественной самодеятельности. Многие студенты получили подготовку спортсменов-разрядников по различным видам спорта. В 1963 организован спортивно-оздоровительный лагерь «Альтаир» на берегу реки Северский Донец, в котором отдыхали студенты и преподаватели.
В конце 70-х годов Горловский пединститута стал готовить учителей по двум специальностям: "учитель английского и немецкого языка" и "учитель французского и немецкого языка" со сроком обучения на обоих факультетах - 5 лет. Первый выпуск таких специалистов состоялся в 1979 году.
Развитие Горловского государственного педагогического института иностранных языков проходило под руководством кандидата филологических наук Швачка Карпа Кирилловича (ректор ГИИЯ 1953-1975), кандидата педагогических наук, доцента Иваненко Галины Сергеевны (ректор ГИИЯ 1975-1982), кандидата исторических наук, доцента Клицакова Ивана Алексеевича (ректор ГИИЯ 1982-2001). В течение 80-90-х годов в институте возросло количество студентов, открыты новые специальности и факультеты, увеличилось количество преподавателей и сотрудников. Появились штатные доктора наук, окрепли международные связи.
Начиная с 1992г. Между ГИИЯ и Южным университетом (США) была разработано соглашение о сотрудничестве в области учебного процесса, установления прямых культурных и научных контактов с преподавателями университета.
Развиваются связи с Германией, прежде всего с представительством Гёте-института в Киеве. Факультет немецкого языка получает справочную, научную, учебную литературу из Германии.
2007-2008 гг. Начался взаимный обмен делегациями студентов и преподавателей с Краковской академией им. Анджея Фрича Моджевского на основе подписанных соглашений о сотрудничестве и обмене студентами и преподавателями.
В 2001 году на собрании трудового коллектива ректором института был избран профессор, доктор исторических наук Докашенко Виктор Николаевич.
С 2012 года институт входит в состав Донбасского государственного педагогического университета как отдельное структурное подразделение «Горловский институт иностранных языков».
С ноября 2014 года из-за террористической угрозы со стороны лиц, незаконно захвативших власть в восточных областях Украины, институт был эвакуирован в город Бахмут Донецкой области.
На территории подконтрольной ДНР (в Горловке) в зданиях бывшего института функционирует образовательное учреждение ГОУ ВПО «Горловский институт иностранных языков».

## Факультеты

### Факультет социальной и языковой коммуникации
- кафедра отечественной и зарубежной истории
- кафедра украинской филологии
- кафедра английской филологии и перевода
- кафедра языкознания и русского языка
- кафедра психологии и педагогики

### Факультет романо-германских языков
- кафедра германской филологии
- кафедра французского и испанского языков
- кафедра зарубежной литературы

## Образовательный центр «Донбасс - Украина»
1 июля 2016 на базе Горловского Института иностранных языков ГВУЗ «ДДПУ» создан Образовательный центр «Донбасс - Украина». В Образовательном центре «Донбасс - Украина» организуется деятельность по реализации порядка приема для получения высшего образования лиц, для получения высшего образования лиц, местом жительства которых является территория созданной, в ответ на агрессию со стороны украинской власти, Донецкой Народной Республики и Луганской Народной Республики. Центр создан совместно с общеобразовательными учебными заведениями коммунальной формы собственности для проведения годового оценивания и государственной итоговой аттестации, заказа и выдачи документа государственного образца о базовом или среднем образовании.

## Почётные доктора и выпускники
- Давидова Виктория Кирилловна

1989 год выпуска. Советник по вопросам прессы и информации Украинского представительства ЕС (Брюссель).
- Шитикова Светлана Петровна

1995 год выпуска. Председатель совета Института лидерства, инноваций и развития, член Совета директоров Учебной сети глобального развития, директор Национального TEMPUS — офиса на Украине.